# Серболужицький національний ансамбль
Серболужицький національний ансамбль (в. -луж. Serbski ludowy ansambl; нім. Sorbisches National-Ensemble) — єдиний професійний музично-театральний колектив, що представляє музичну і народну культуру серболужицького народу.

## Історія
Серболужицький національний ансамбль був заснований в січні 1952 року з ініціативи серболужицької громадської організації «Домовіна». Перші репетиції почалися в 1952 році. В цьому ж році 21 грудня відбулася прем'єра ансамблю в Котбуському державному театрі в рамках проведення урочистих заходів, організованих Товариством німецько-радянської дружби і Ради округу Котбуса.
У 1953 році ансамбль отримав офіційний статус Міністерства культури НДР під назвою «Державний ансамбль серболужицької народної культури Саксонії». В цьому ж році ансамблю було надано приміщення в колишньому ресторані «Bürgergarten» на вулиці Lauenstraße в Баутцені. У 1954 році були здійснені перші закордонні тури в Албанію і Монголію. В ансамблі працювали серболужицький диригент Ян Буланк (1970—1996), словацький хореограф Юрій Кубанка (1963—2008).
У 1990 році театр отримав сучасне найменування. У 1992 році ансамбль був об'єднаний з Німецько-серболужицьким народним театром і серболужицькою філармонією в Баутцені. З 1996 року ансамбль знову придбав юридичну самостійність, отримавши статус товариства з обмеженою відповідальністю. Після цього було зменшено бюджет, після чого відбулося скорочення штату. Якщо з 50-х років XX століття колектив ансамблю налічував 80 хористів, 24 танцівників і 37 інструменталістів, то з 2008 року ансамбль складається з 16 хористів, 26 танцівників і оркестру з 26 музикантів.
За час свого існування ансамбль здійснив понад сімдесят закордонних турів в тридцяти країнах світу і понад дев'ять тисяч виступів. В даний час в ансамблі діють секції оркестру, хору і балету. Вистави ансамблю варіюються від невеликих тематичних постановок до камерних музичних симфонічних і балетних концертів. Фінансування ансамблю здійснюється Фондом серболужицького народу.

## Керівники ансамблю
- Юрій Вінар (1952—1960)
- Гандрій Циж (Handrij Cyž) (1960—1990)
- Детлеф Кобеля (1990—1995)
- Мето Бенада (Měto Benada) (1996—2001)
- Вольфганг Рьогнер (Wolfgang Rögner) (2002—2010)
- Мілена Веттрайно (Milena Vettraino) (2010—2015)
- Діана Вагнер (Diana Wagner) (2015—2018)
- Юдіт Кубіца (Judith Kubitz) (з 1 серпня 2018 роки)